# Cúp các câu lạc bộ đoạt cúp bóng đá quốc gia châu Á 2000–01
Đội vô địch Cúp các câu lạc bộ đoạt cúp bóng đá quốc gia châu Á 2000–01, giải thi đấu bóng đá được tổ chức bởi AFC, được liệt kê bên dưới.

## Vòng 1

### Tây Á
| Đội 1               | TTS     | Đội 2                  | Lượt đi | Lượt về |
| ------------------- | ------- | ---------------------- | ------- | ------- |
| Al-Wahda (San'a')   | 1–10    | Hutteen                | 1–5     | 0–5     |
| Shja'eya Union      | 3–4     | Al Wahdat              | 2–1     | 1–3     |
| Al Safa             | (w/o)1  | Al Arabi               |         |         |
| Al Sadd             | 4–4 (a) | Al-Talaba              | 1–1     | 3–3     |
| Al Wahda            | 3–6     | Esteghlal              | 3–2     | 0–4     |
| SOPFK Kairat Almaty | 3–1     | Regar-TadAZ Tursunzoda | 2–0     | 1–1     |
| Nebitçi Balkanabat  | 7–5     | Dinamo Samarkand       | 4–3     | 3–2     |

1 Al Safa bỏ cuộc

### Đông Á
| Đội 1             | TTS | Đội 2                        | Lượt đi | Lượt về |
| ----------------- | --- | ---------------------------- | ------- | ------- |
| Cảng Sài Gòn      | 2–0 | Quân đội Singapore           | 0–0     | 2–0     |
| BEC Tero Sasana   | 7–1 | Kahuta Research Laboratories | 1–1     | 6–0     |
| Đại Liên Thực Đức | 9–1 | Club Valencia                | 8–0     | 1–1     |

| Cảng Sài Gòn | 0–0      | Quân đội Singapore |
| ------------ | -------- | ------------------ |
|              | Chi tiết |                    |

| Quân đội Singapore | 0–2      | Cảng Sài Gòn                            |
| ------------------ | -------- | --------------------------------------- |
|                    | Chi tiết | - Trần Quan Huy 27' - Hứa Hiền Vinh 53' |

Cảng Sài Gòn thắng với tổng tỷ số 2–0.

## Vòng 2

### Tây Á
| Đội 1              | TTS | Đội 2               | Lượt đi | Lượt về |
| ------------------ | --- | ------------------- | ------- | ------- |
| Hutteen            | 1–2 | Al-Shabab           | 1–0     | 0–2     |
| Al Sadd            | 1–3 | Esteghlal           | 0–1     | 1–2     |
| Al Wahdat          | 2–1 | Al Arabi            | 2–1     | 0–0     |
| Nebitçi Balkanabat | 2–3 | SOPFK Kairat Almaty | 1–0     | 1–3     |

### Đông Á
| Đội 1                | TTS | Đội 2                 | Lượt đi | Lượt về |
| -------------------- | --- | --------------------- | ------- | ------- |
| Đại Liên Thực Đức    | 2–1 | Seongnam Ilhwa Chunma | 2–0     | 0–1     |
| Pupuk Kaltim         | 1–5 | BEC Tero Sasana       | 0–1     | 1–4     |
| Cảng Sài Gòn         | 0–6 | Shimizu S-Pulse       | 0–2     | 0–4     |
| Nagoya Grampus Eight | 6–1 | Happy Valley          | 3–1     | 3–0     |

## Tứ kết

### Tây Á
| Đội 1               | TTS | Đội 2     | Lượt đi | Lượt về |
| ------------------- | --- | --------- | ------- | ------- |
| Al-Shabab           | 3–2 | Al Wahdat | 2–2     | 1–0     |
| SOPFK Kairat Almaty | 0–3 | Esteghlal | 0–0     | 0–3     |

### Đông Á
| Đội 1             | TTS    | Đội 2                | Lượt đi | Lượt về |
| ----------------- | ------ | -------------------- | ------- | ------- |
| Đại Liên Thực Đức | 1–1(a) | Nagoya Grampus Eight | 0–0     | 1–1     |
| BEC Tero Sasana   | 3–5    | Shimizu S-Pulse      | 2–2     | 1–3     |

## Bán kết
| Al-Shabab                                                             | 3–2 | Esteghlal                                     |
| --------------------------------------------------------------------- | --- | --------------------------------------------- |
| Saeed Al-Owairan 15'(p) · Abdullah Shehan 58' · Khalid Al Dossary 87' |     | Mohammad Navazi 28'(p) · Ahmad Momenzadeh 60' |

| Đại Liên Thực Đức                  | 3–2 (h.p.) | Shimizu S-Pulse                          |
| ---------------------------------- | ---------- | ---------------------------------------- |
| Orlando 17' 59' · Hao Haidong 109' |            | Ito Teruyoshi 18' · Ichikawa Daisuke 56' |

## Trận tranh hạng ba
| Shimizu S-Pulse                             | 3–1 | Esteghlal                   |
| ------------------------------------------- | --- | --------------------------- |
| Koga Takuma 19' · Yokoyama Takayuki 76' 90' |     | Alireza Vahedi Nikbakht 34' |

## Chung kết
| Al-Shabab                                                  | 4–2 | Đại Liên Thực Đức              |
| ---------------------------------------------------------- | --- | ------------------------------ |
| Abdullah Al Shahrani 24' (p) · Abdullah Shehan 25' 48' 74' |     | Yan Song 27' · Hao Haidong 90' |

## Đội vô địch
| Cúp các câu lạc bộ đoạt cúp bóng đá quốc gia châu Á 2000–2001 Al-Shabab Danh hiệu đầu tiên |